# کلتکامپ
کلتکامپ (به آلمانی: Kletkamp) یک شهر در آلمان است که در Plön (District) واقع شده‌است. کلتکامپ ۱۳۳ نفر جمعیت دارد.